# 古埃及艺术

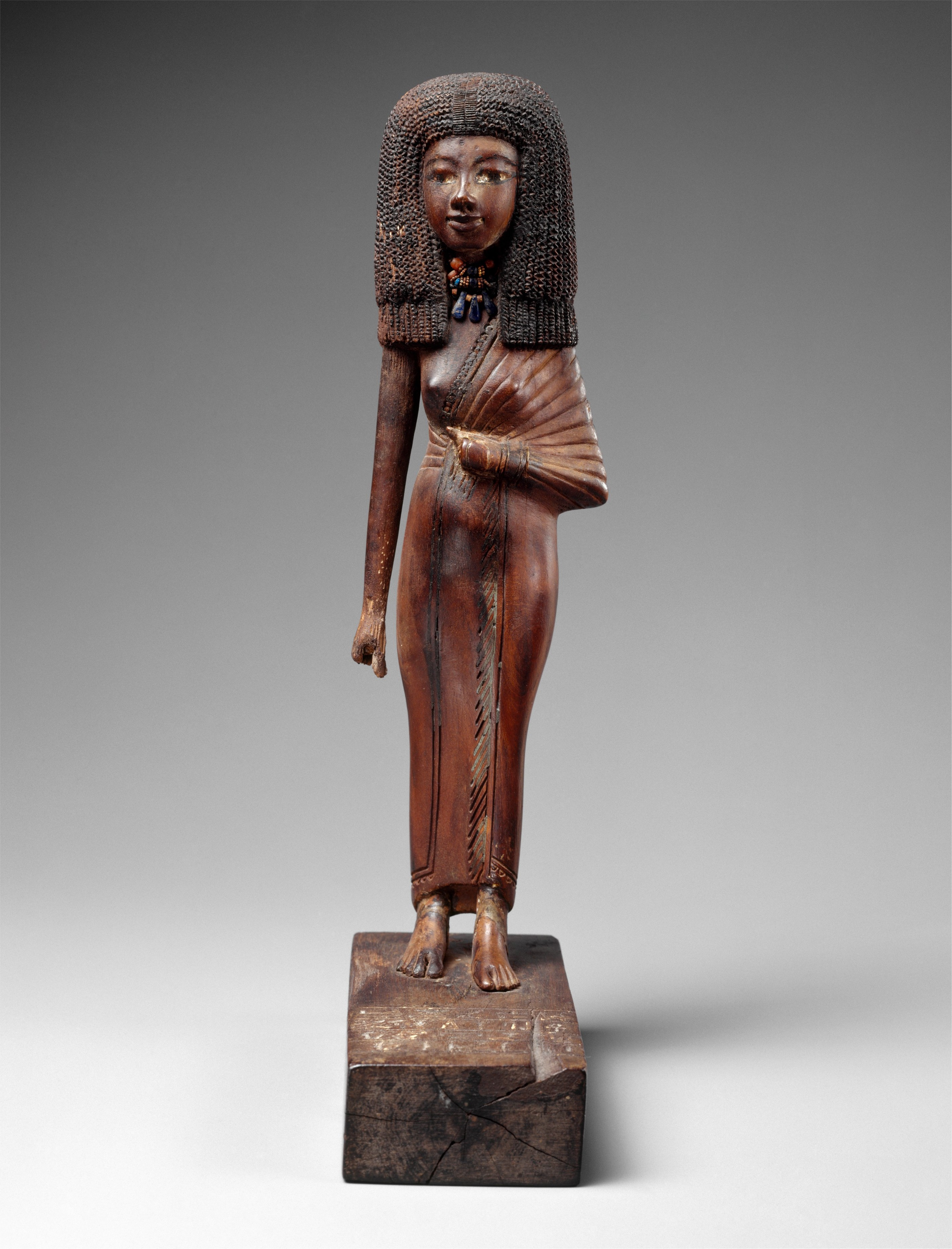
镀金木雕泰伊王后，约前1390年

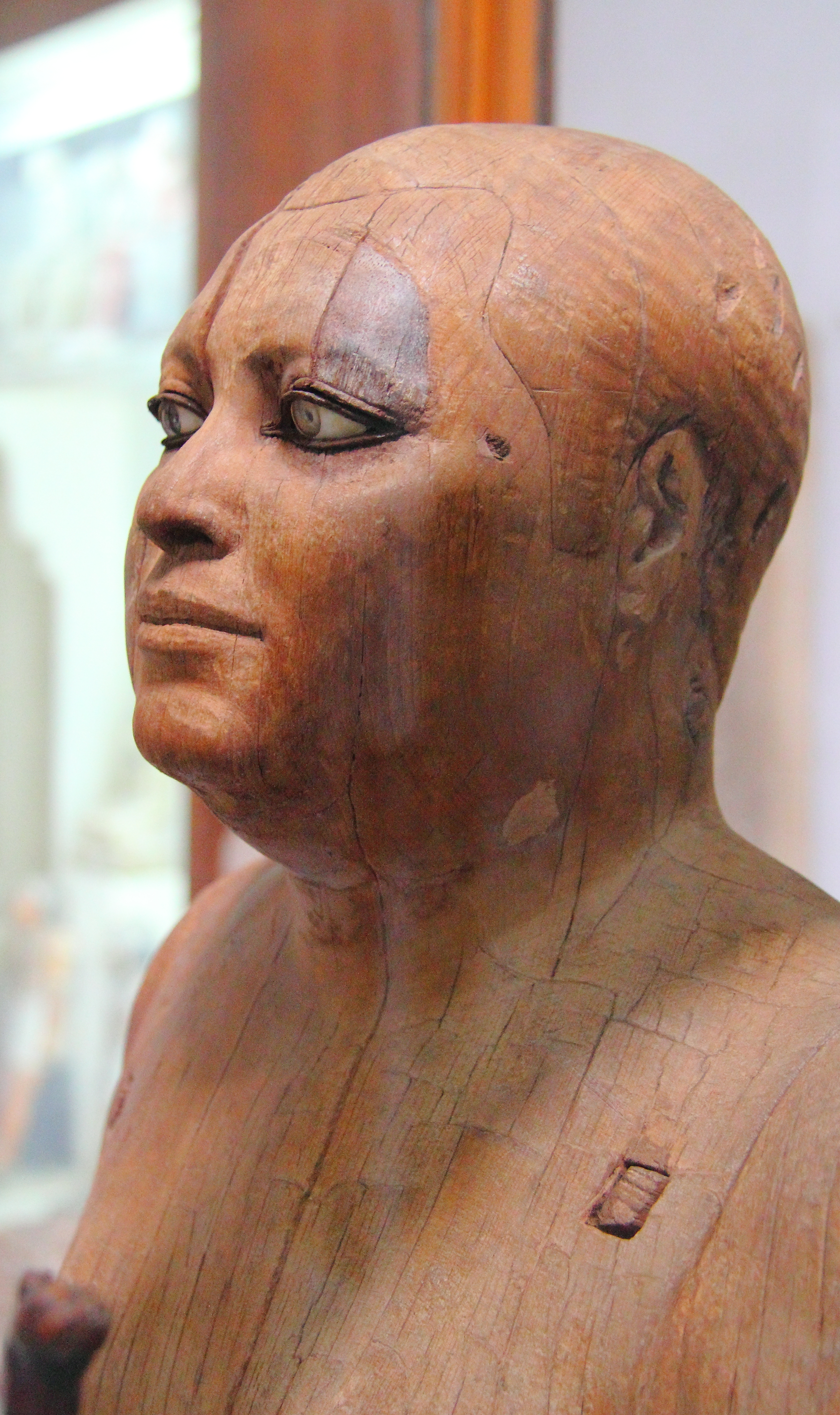
木雕特写Kaaper，第四或第五古王國時期，薩卡拉，约前2500年

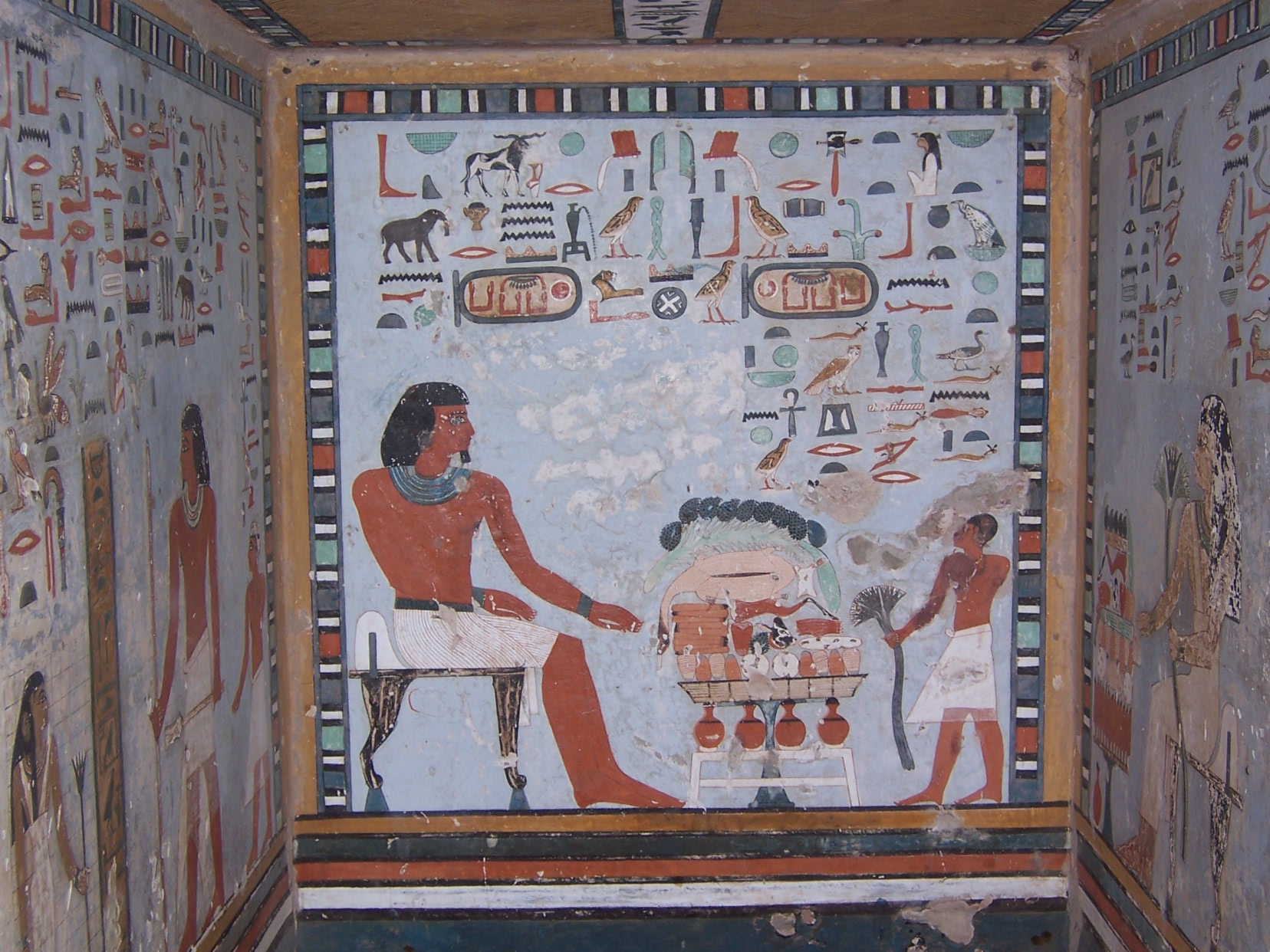
Sarenput二世之墓

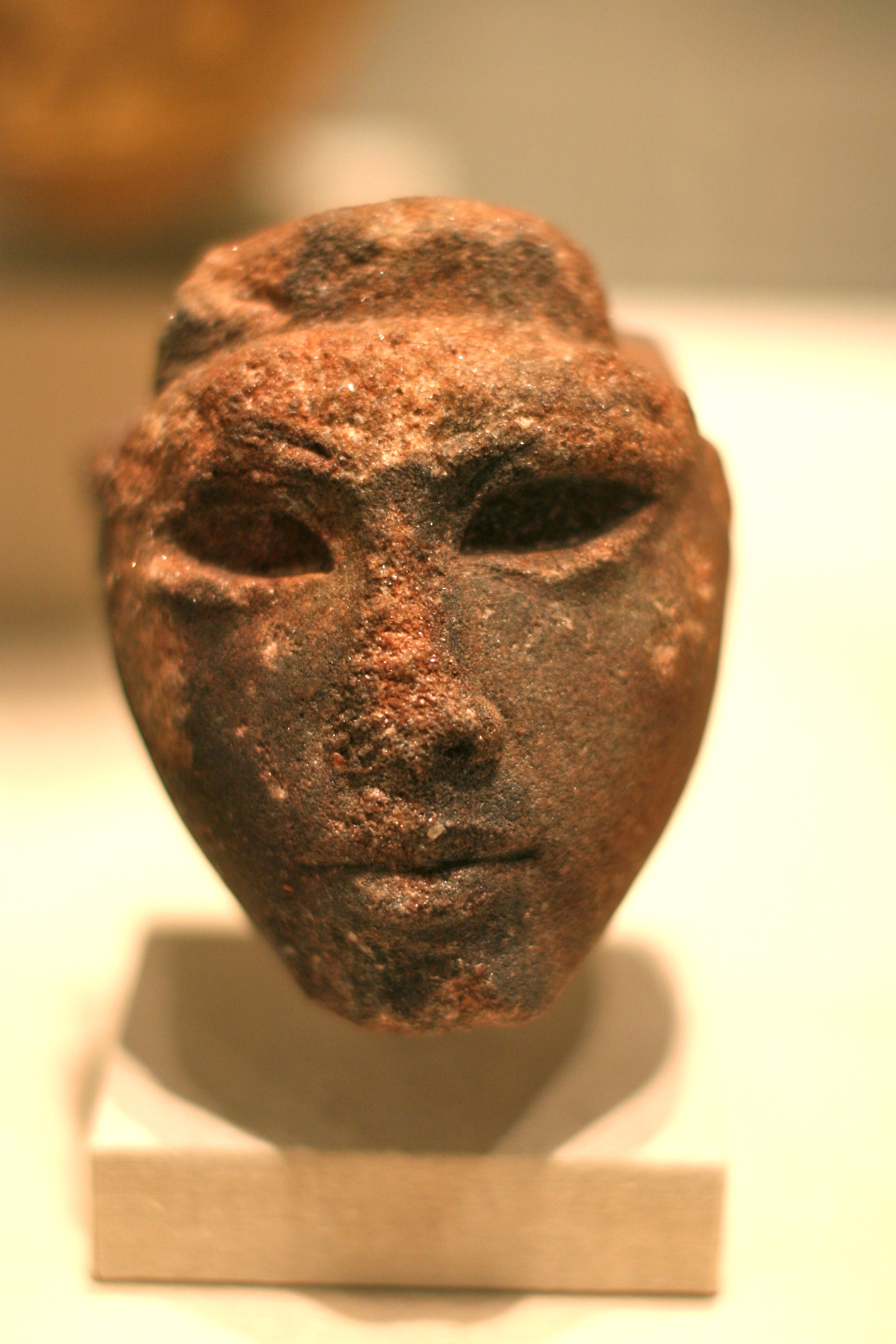
提雅王后(?)，约前1352-前1336年。沙岩制。纽约布鲁克林博物馆

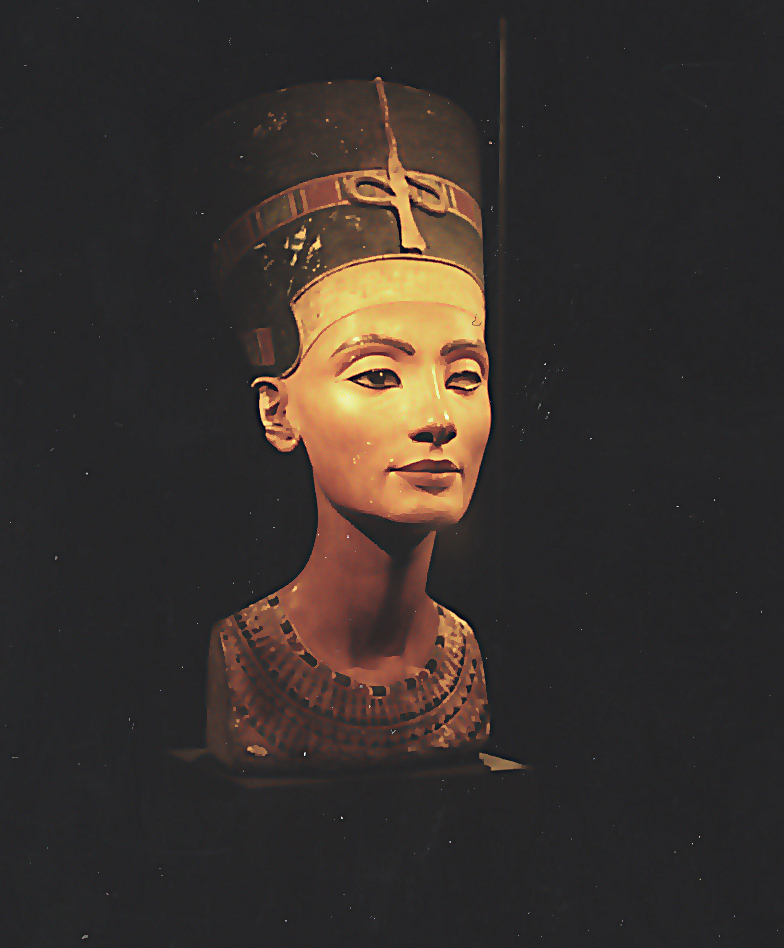
娜芙蒂蒂

古埃及艺术包括约公元前3000年至公元30年之间古埃及文明所创作的绘画、雕塑、建筑等艺术作品。现存的艺术作品大多是从陵墓和遗迹中发掘而来。

## 绘画

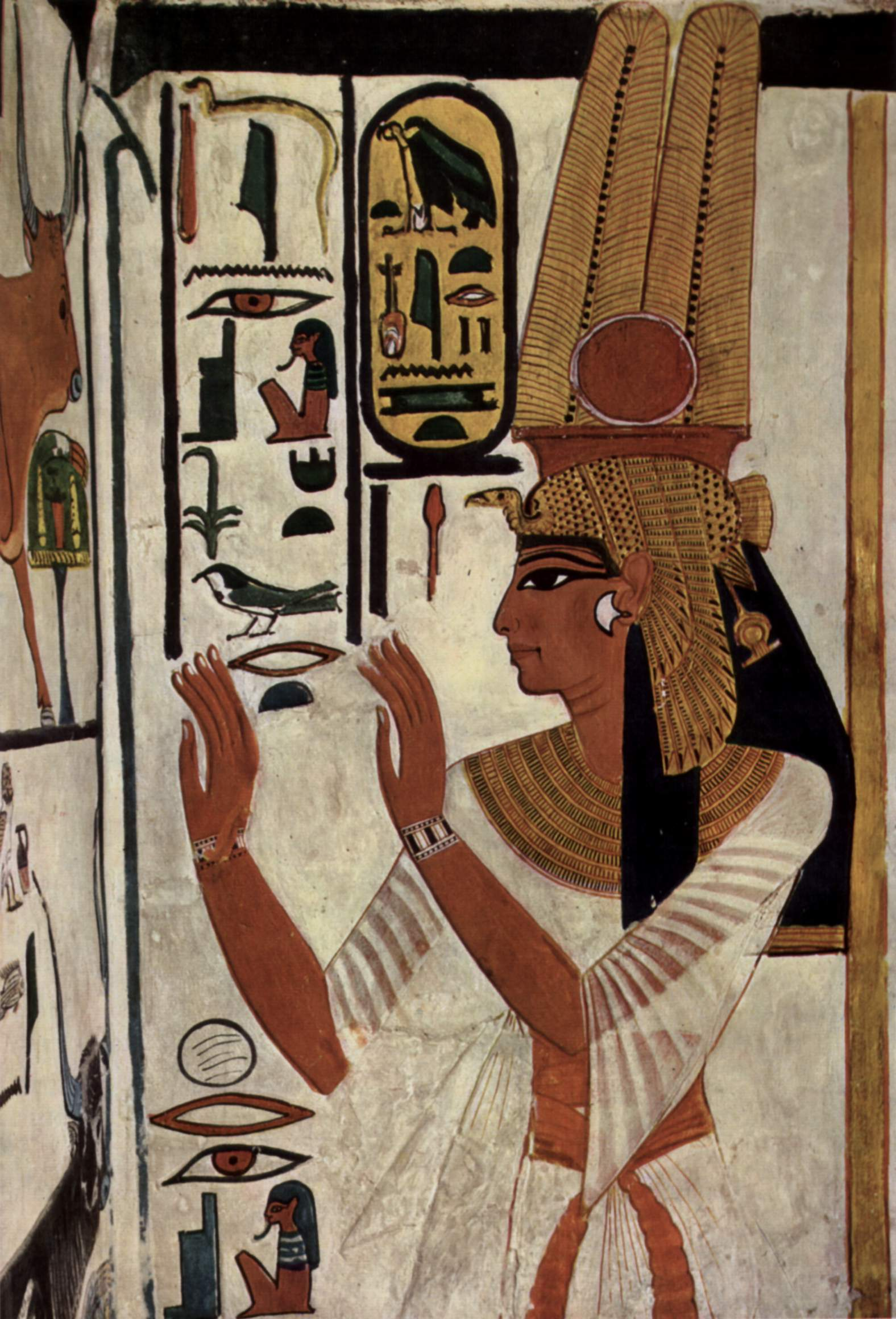
壁画妮菲塔莉

某些陵墓、神庙、宫殿内部的墙上留有绘画。好的石灰岩墙面可以直接作画，而石头墙面则用石灰粉刷，更粗糙的话用粗泥石膏打底后再刷上石膏底料后作画。颜料主要选自矿物，可以抵挡强烈的日晒不褪色。古埃及人未采用濕壁畫（在湿的石膏上作画），而是在干石膏上作画。而使用何种粘合剂尚不清楚，可能是鸡蛋。绘制完毕后，涂上清漆或是树脂用来作保护层，加之当地气候极其干燥，使得许多画作至今依旧保存完好。这些画作的目的是希望给死者带来舒适的来世。
在新王國時期及之后的时期，死者之书和人一起埋葬，它用来介绍人的来世。
古埃及绘画同时展示人或动物的正视图和侧视图。例如头是侧视图而身体则是正视图。使用的颜色主要有红、蓝、绿、金、黑、黄。

## 雕塑

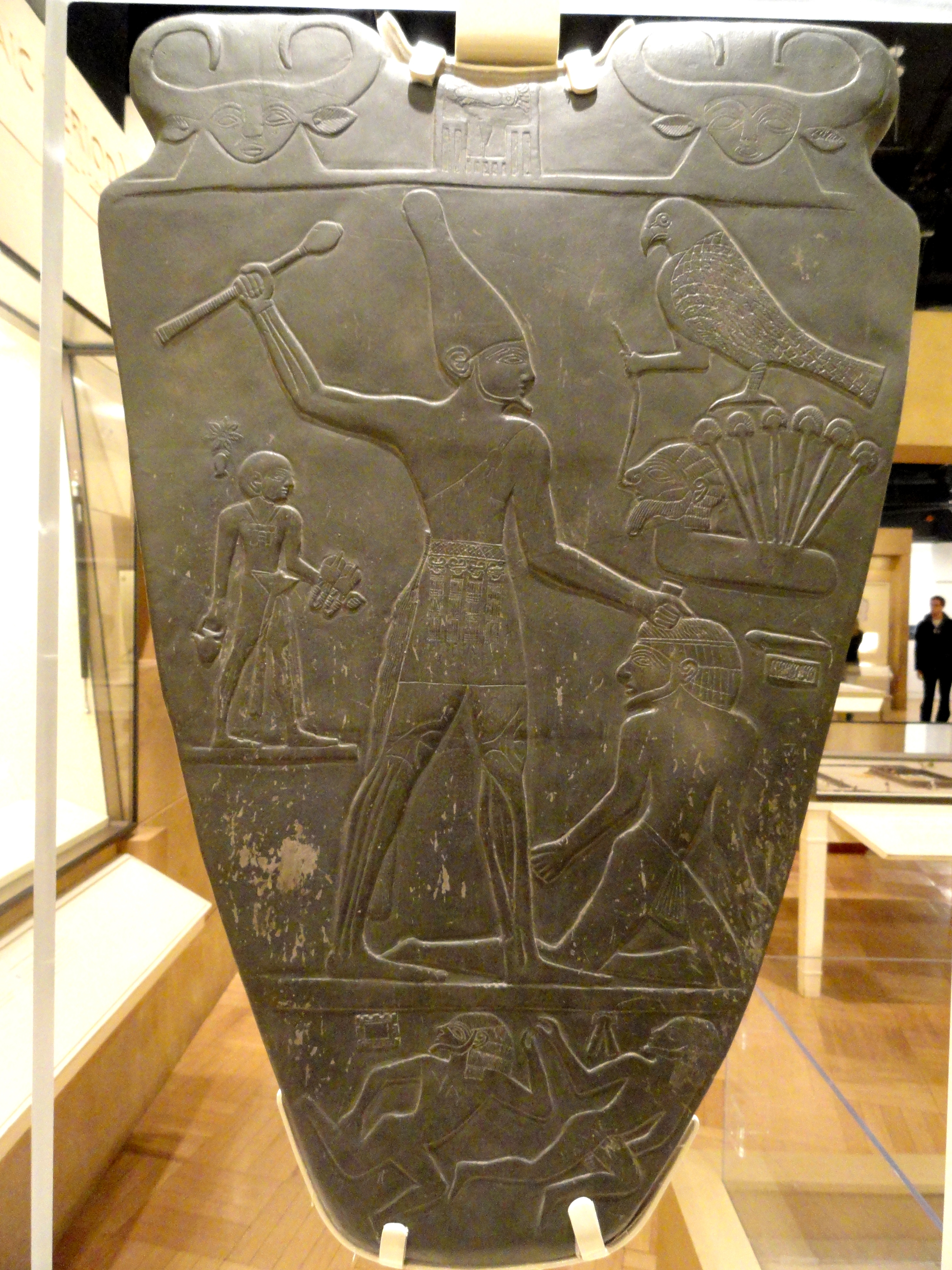
那尔迈调色板复制品，前3100年

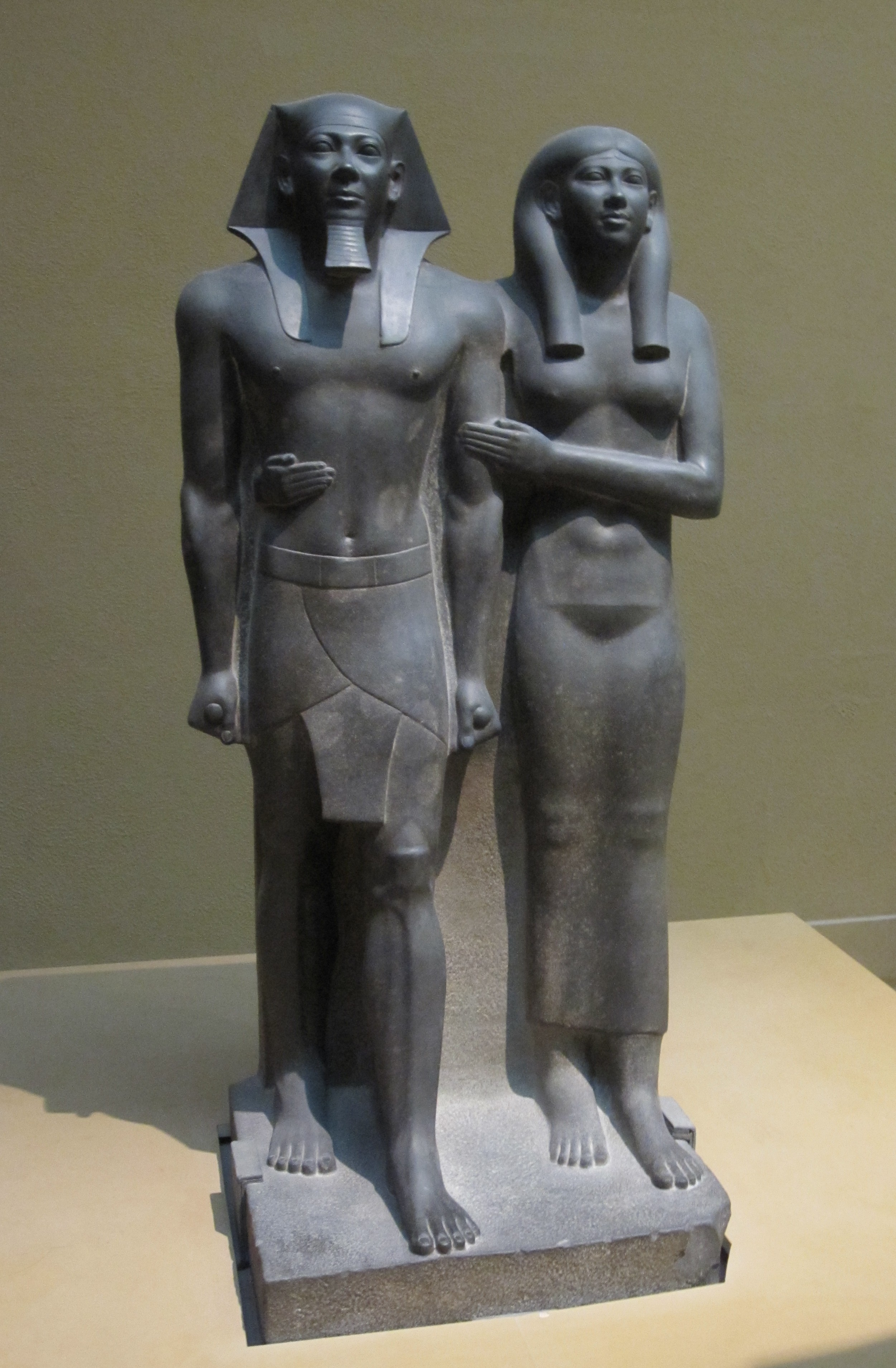
孟卡拉和他的妻子，旧王国第四王朝，前2490年–前2472年

古埃及神庙的纪念性雕塑举世闻名，另一方面精美小作品的数量则更多。古埃及人使用了浮雕技术，使得雕塑在日光照射形成的阴影下轮廓清晰。雕塑有一个特色，就是人的站立姿势是双脚前后站着，这对雕塑的力量和平衡性起到了很好的作用,另一种常见的姿势则是坐着。
常出现在雕塑中的古埃及法老被认为是神，其他神则不怎么常出现在大型雕塑中，而是在绘画中出现得比较多。如阿布辛拜勒神廟外的四尊拉美西斯二世雕像很有名。绝大多数雕塑都是在埃及神廟或陵墓中得以幸存的，大量的雕像以神、法老及他们的皇后的模样建造。狮身人面像是一个非常早期的作品，之后再也没有类似的作品。
早期墓中还有一些奴隶、动物、建筑、船等小型模型，目的也是希望给死者带来舒适的来世,但是这些木雕都因腐烂而丢失了，有些则是可能被当作燃料使用掉。比较贵重的雕塑采用雪花石膏做材料，而最普通的则是用木头。

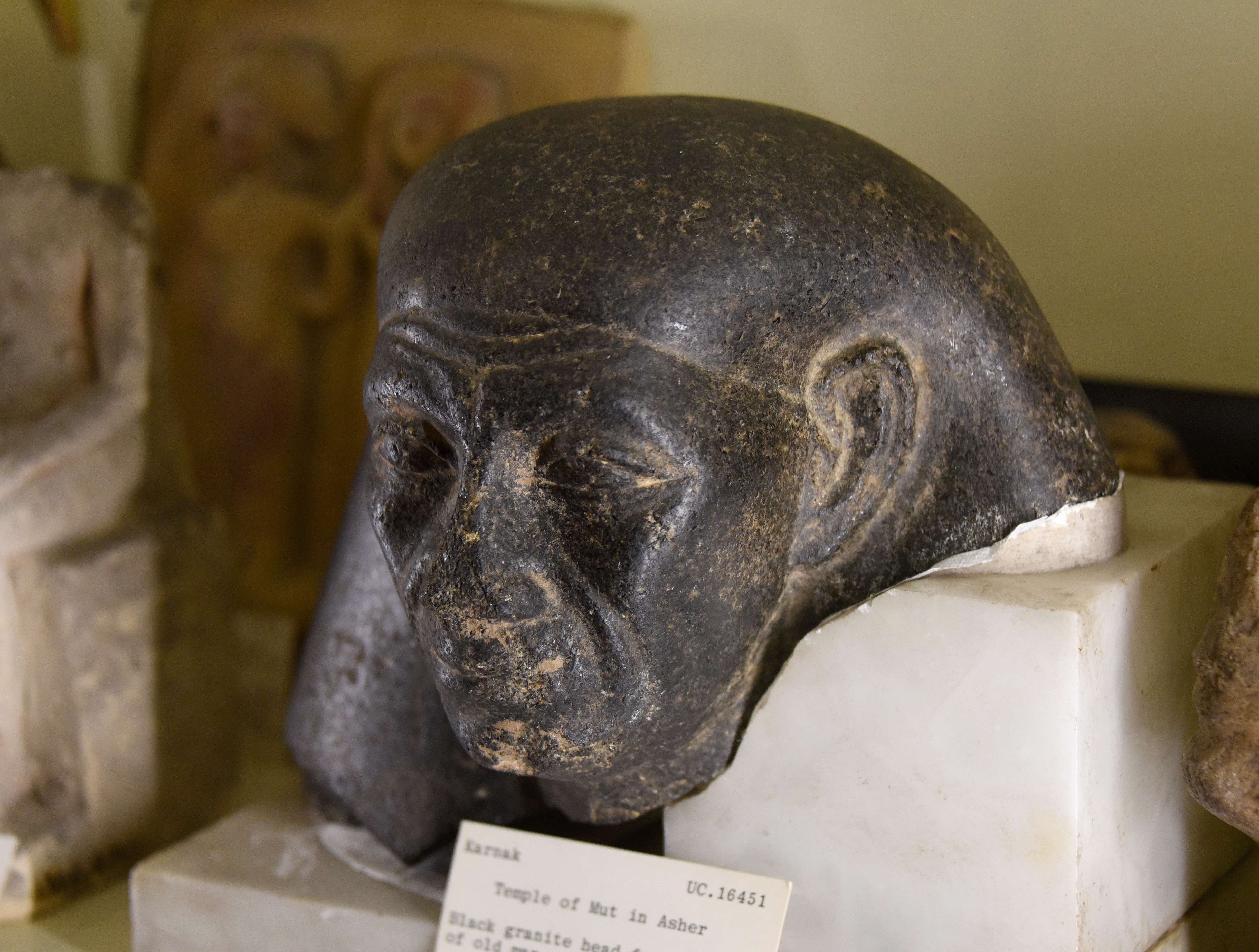
一位老人的雕像，可能是第25王朝

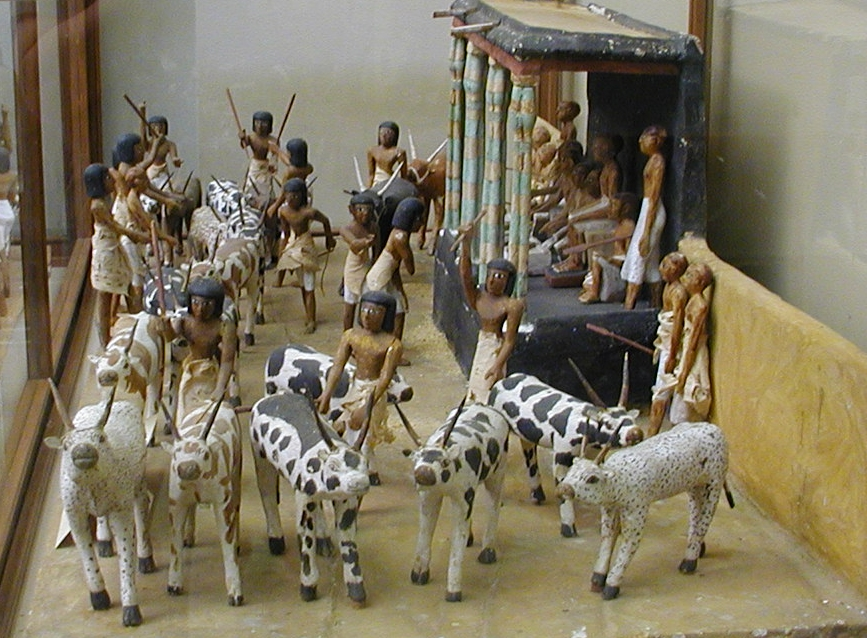
木质陵墓模型，第十一王朝，高级行政官在数牛
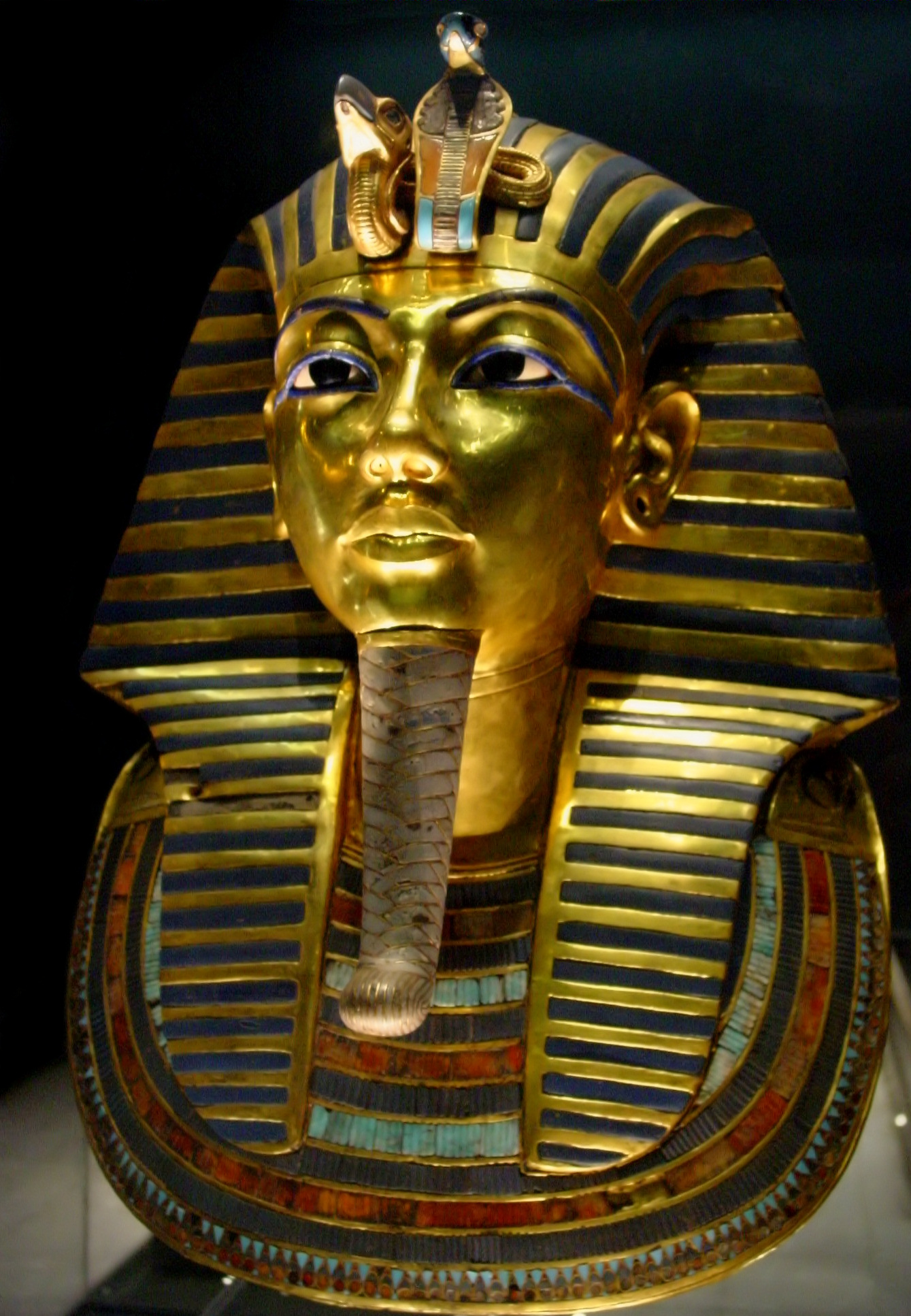
图坦卡蒙的黄金面具（英语：Tutankhamun's mask），埃及第十八王朝，埃及博物館
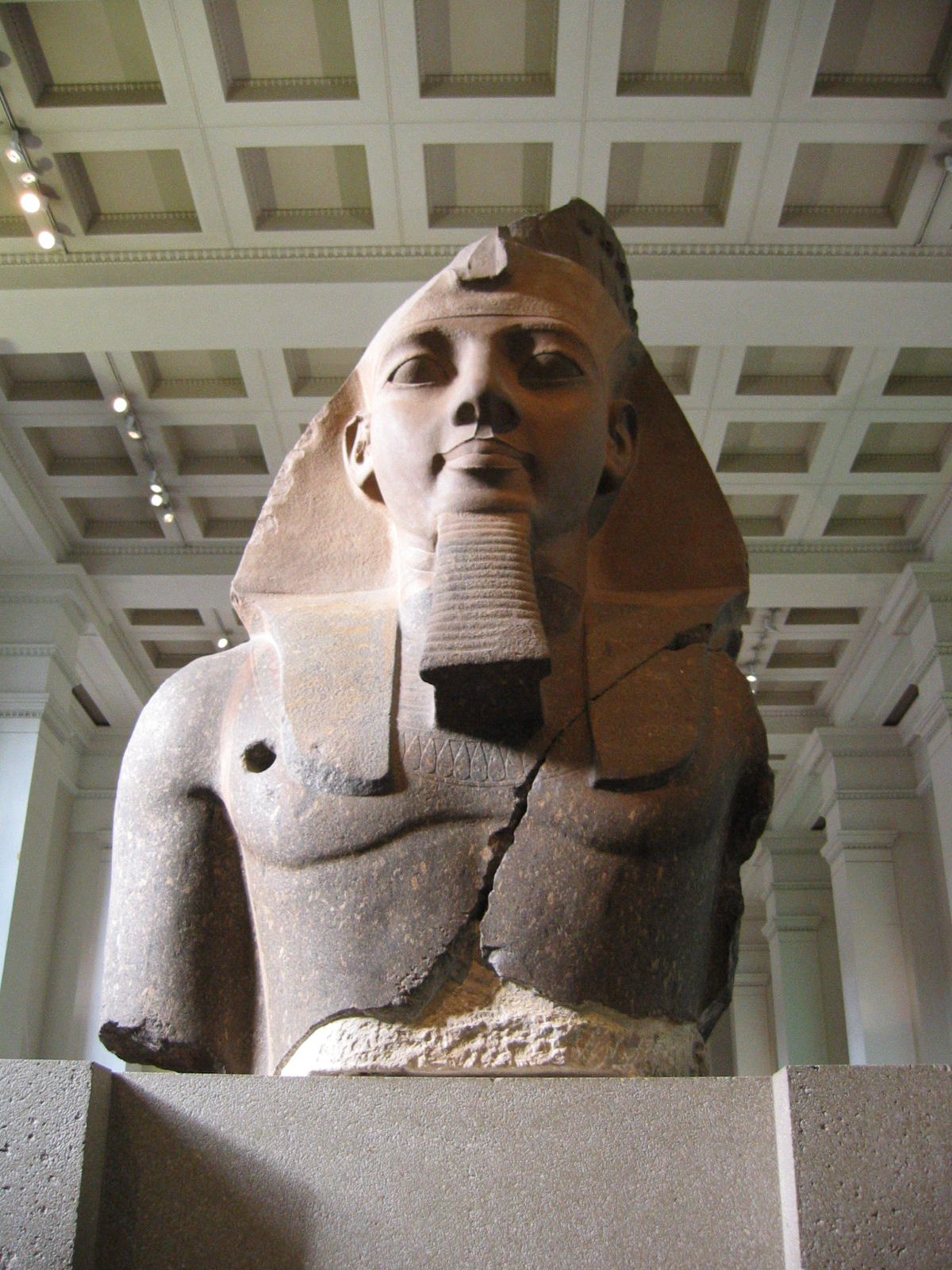
年轻的门农（英语：Younger Memnon）约前1250年，大英博物馆
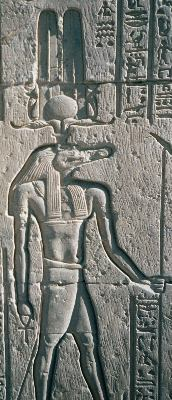
凹雕，鳄鱼神索貝克
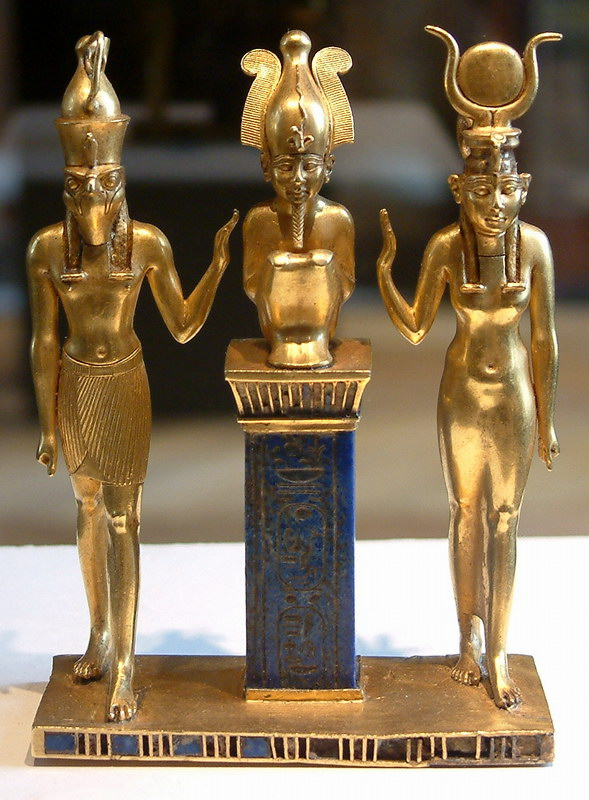
中间为在青金岩柱上的俄西里斯，左为荷鲁斯，右为伊西斯，第二十二王朝，卢浮宫
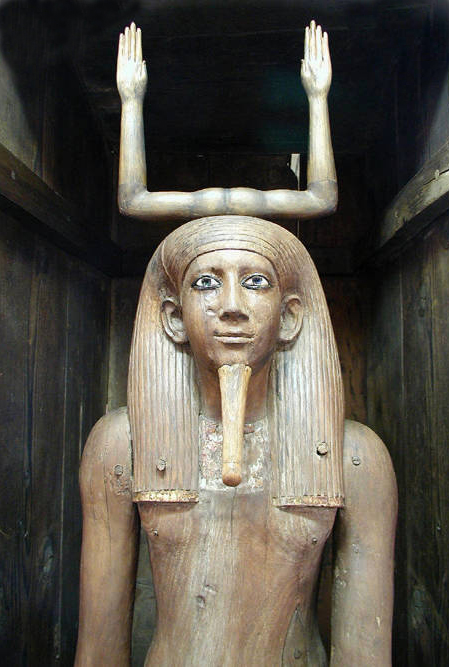
The ka statue（英语：ka statue），埃及博物館
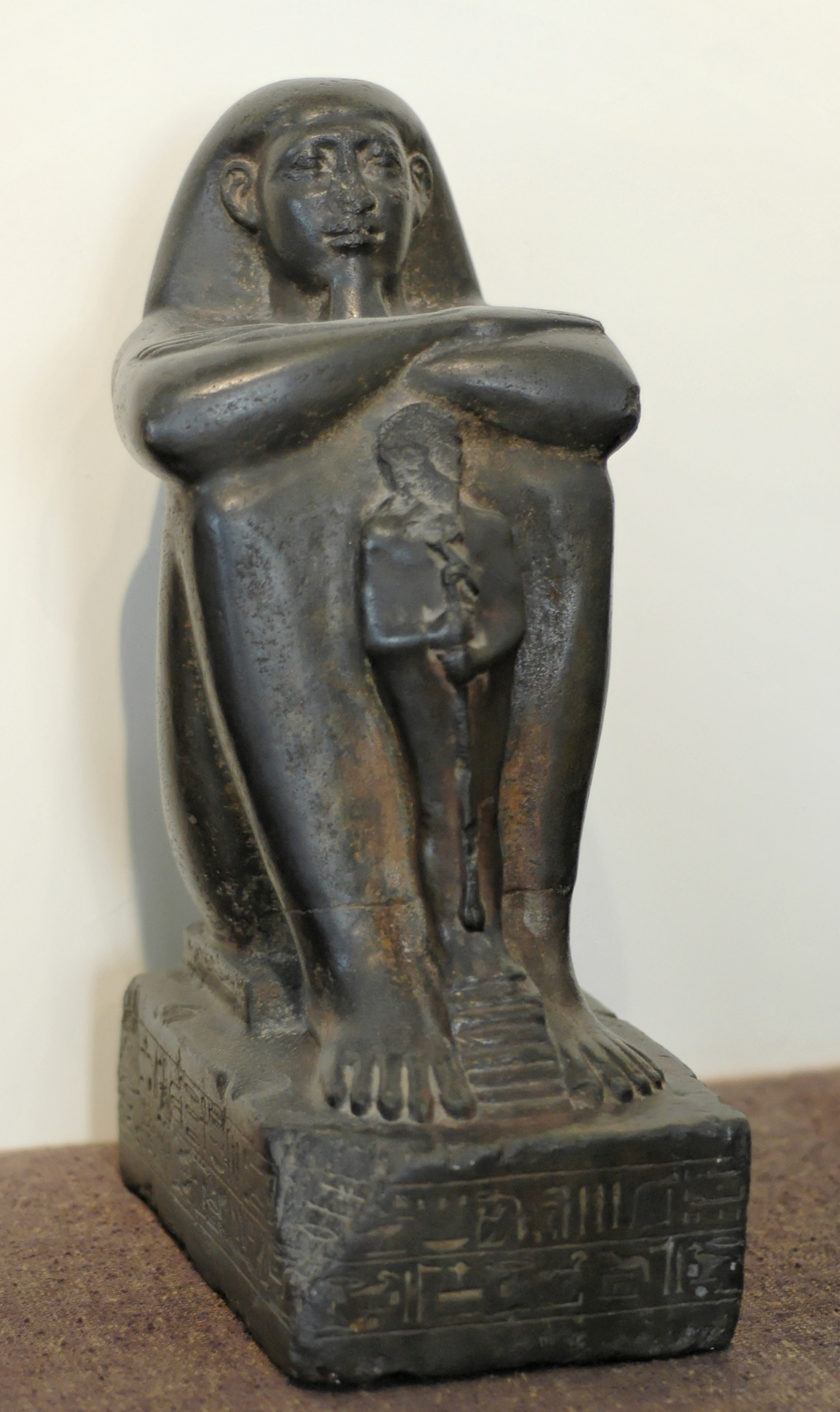
团块雕像（英语：Block statue）Pa-Ankh-Ra
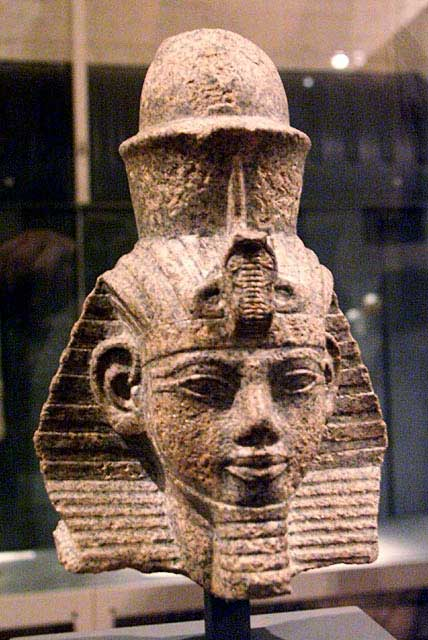
阿蒙霍特普三世
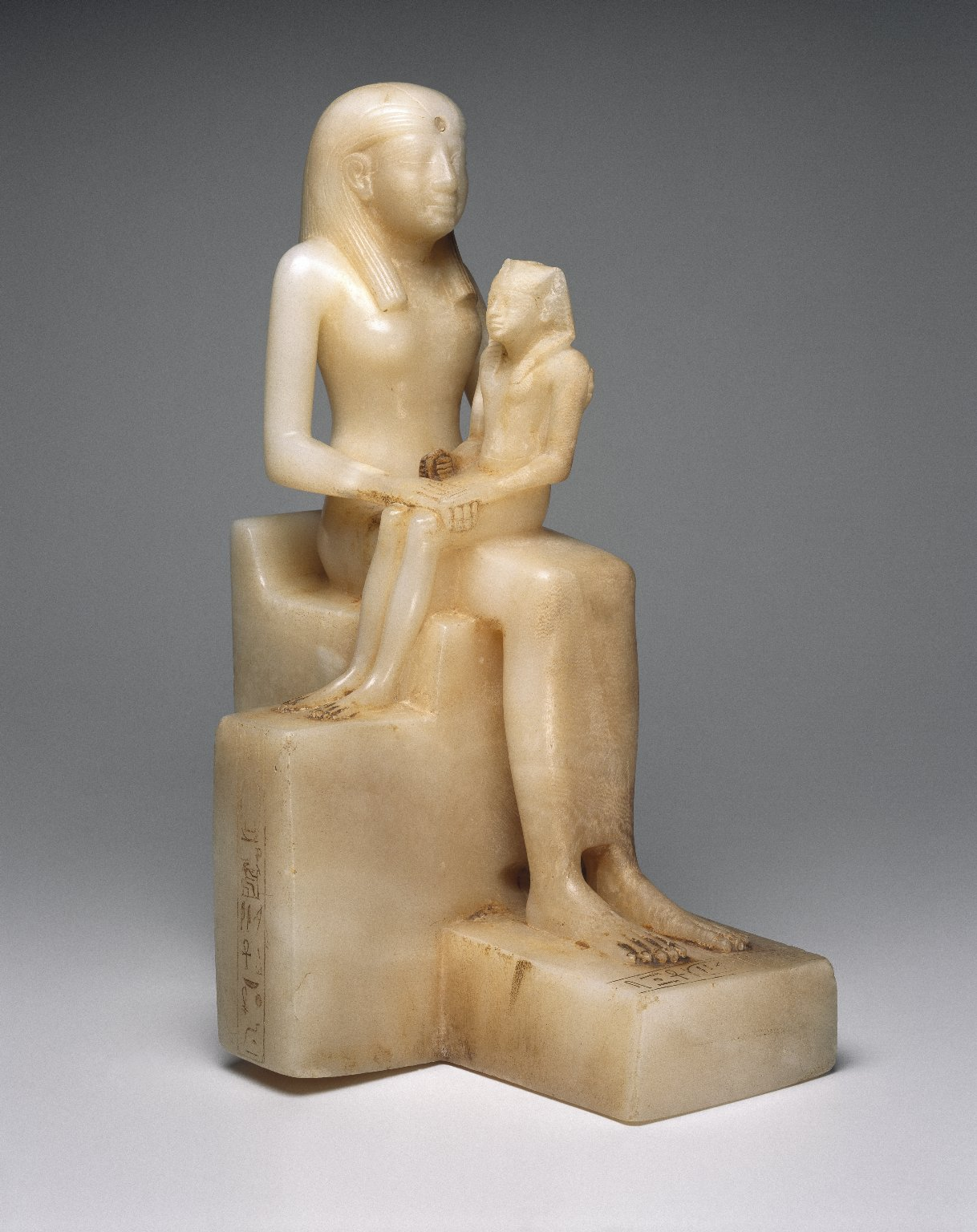
皇后Ankhnes-meryre二世和她的儿子，前2200年，布鲁克林博物馆

## 陶器与玻璃
古埃及彩陶是用二氧化硅（石英）、石灰

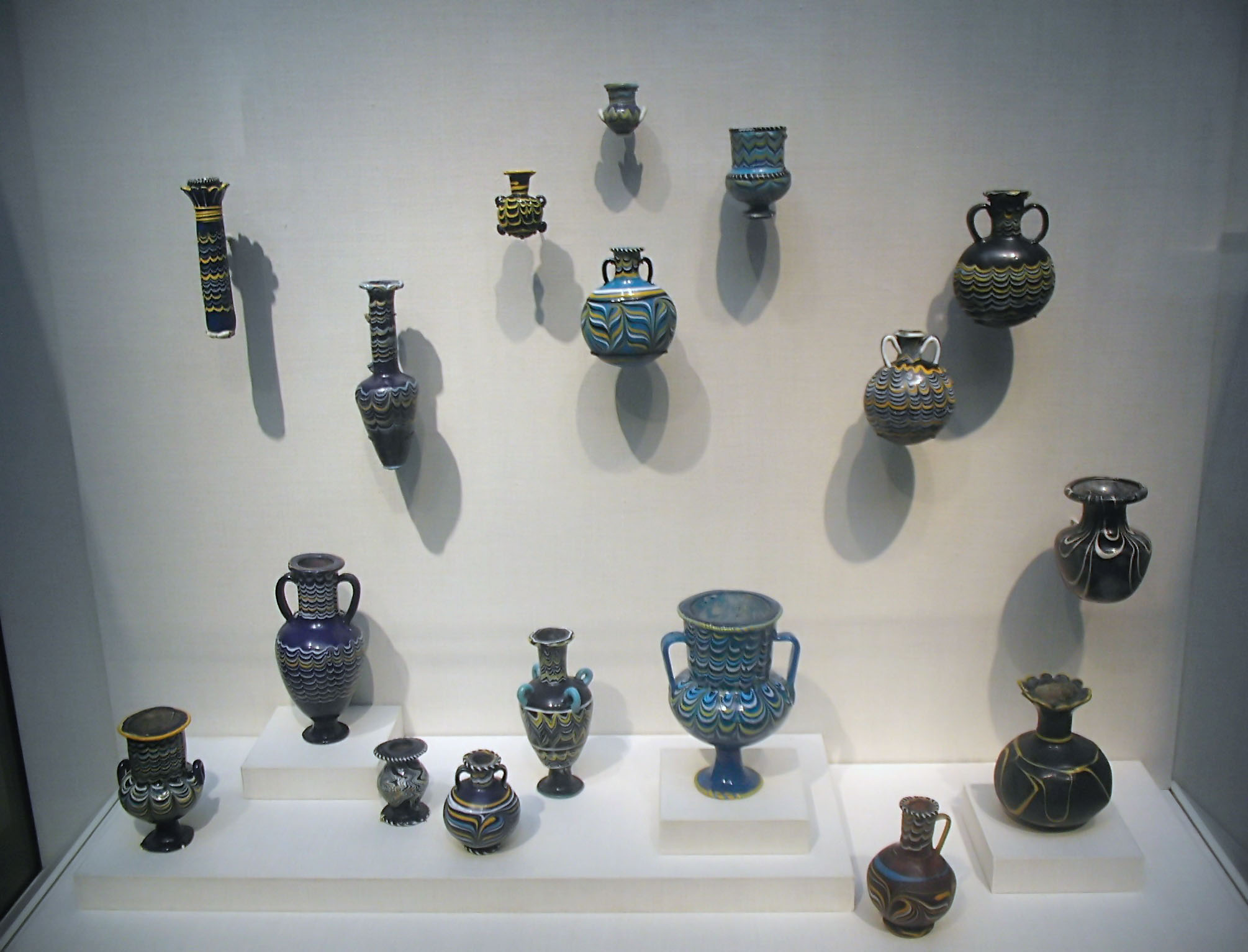
微缩版古埃及玻璃器皿

、天然碳酸钠制作，成本低廉，五颜六色，十分精美。古埃及玻璃历史则可以追溯到很久，起初是奢侈品，后来才变得普遍。装香水或其它液体的罐子常用玻璃装饰，这些在陪葬品中很常见。

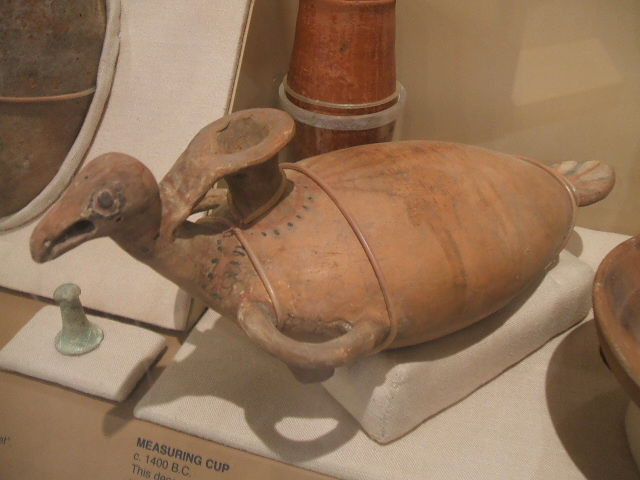
新王国时期的陶器，前1400年

## 建筑
古埃及建筑材料使用经过日晒或窑烧的砖、砂岩、石灰石、花岗岩。石头的接合需要精心计算，因为没有泥或灰浆。建造金字塔时使用了斜坡。